# マニラLRT2号線
ライトレール・トランジット2号線（ライトレール・トランジットにごうせん、英語: Light Rail Transit Line 2、通称：LRT-2、メガトレン（英語: Megatren) は、フィリピンのマニラ首都圏で運営されているマニラ・ライトレール・トランジット・システム（マニラLRT）の路線である。
ライトレール・トランジット・オーソリティ (LRTA) によって運営されている。

## 概要
LRT2号線は1970年代に計画された後、2003年にマニラ都市鉄道の3番目の路線として、またマニラ・ライトレール・トランジット・システムの2番目の路線として開業した。以前はパープルラインとも呼ばれていたが、2012年のラインカラー変更後はブルーラインと呼ばれている。
ライトレールと名乗っているが、実際には地下鉄の仕様である。全長13.8km、11の駅を持ち、ほぼ全線が高架鉄道となっている。主にレクト通り、レガルダ通り、マグサイサイ通り、オーロラ通り、マリキナ・インファンタ・ハイウェイに沿って東西に走っている。 1日20万人の乗降客数があり、マニラ・ライトレールとマニラ・メトロレール・トランジット・システムの3路線の中で最も空いている路線である。輸送力は1日58万人でまだ余裕があるため、利用者を増やす施策が計画または実行されている。
アラネタ・センター-クバオ駅にてMRT3号線のアラネタ・センター-クバオ駅と、プレサ駅にてフィリピン国鉄線のサンタ・メサ駅と、レクト駅にてLRT1号線のドロテオ・ホセ駅と乗り換えが可能である。
営業時間は平日は午前5:00から午後10:00まで、土日祝は午前5:00から午後9:30まで。ほぼ毎日営業しているが、4月の聖週間は整備のため運休となる他、運休する日を新聞や駅にて案内している。

### 路線データ
- 営業主体：ライトレール・トランジット・オーソリティ (LRTA)
- 建設主体：ライトレール・トランジット・オーソリティ (LRTA)
- 路線距離：全長17.59km
- 軌間：1,435mm
- 最高速度：80km/h
- 駅数：合計13駅（起終点駅含む）
- 複線区間：全線
- 電化区間：全線電化
- 地下区間：カティプナン駅

## 歴史
1996年、LRT2号線計画が正式に開始した。建設は住友商事、韓進グループ、伊藤忠商事らが受注し3月に開始したが、契約には不自然な点も多くフィリピン政府の捜査が行われたため、建設は遅延した。
2000年、再入札の末、丸紅、Balfour Beatty、東芝、大宇重工業を中心とする企業連合であるアジア・ヨーロッパMRT団体 (Asia-Europe MRT Consortium, AEMC) が落札、計画が再開した。
2003年4月5日、サントラン駅 - アラネタ・センター-クバオ駅間が先行開業した。
2004年4月5日、アラネタ・センター-クバオ駅 - レガルダ駅間が開業した。2004年10月29日にはレガルダ駅 - レクト駅も開業し、全線開業となった。
2021年7月5日、サントラン駅 - アンティポロ駅間が開業した。

## 車両
各車両形式の詳細については、それぞれの車両記事を参照のこと。
- 2000形

## 施設

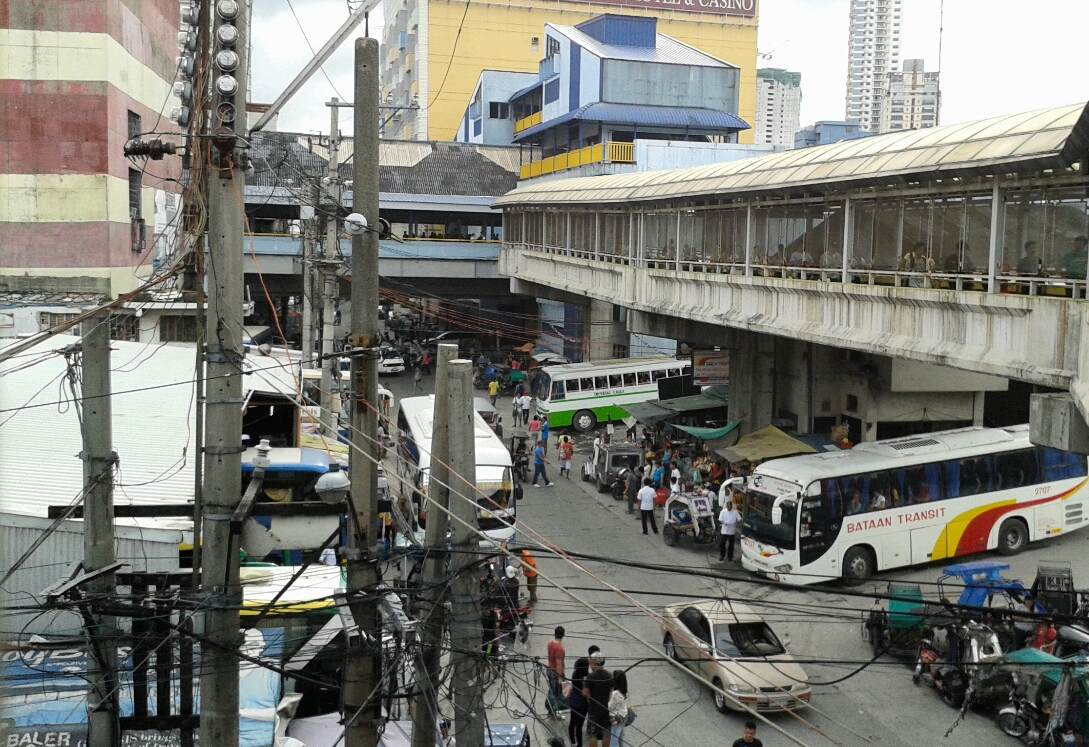
LRT2号線レクト駅とLRT1号線ドロテオ・ホセ駅を接続する歩道橋

全駅は近代的な設備を整えている。プラットホーム階とコンコース階が分かれており、地下駅を除きコンコース階はプラットホーム階の下にある。バリアフリーを念頭に設計されており、階段、エスカレーター、エレベーターが設置されている。
コンコースには券売機や改札の他にトイレがある他、全駅にキオスクが設置されている。またクバオ駅など一部の駅ではコンコースが隣接するショッピングモールとつながっている。
プラットホームはサントラン駅が島式ホーム、その他の駅が対向式ホームとなっている。

## 運賃体系
LRT1号線およびMRT3号線と同じく距離制を採用しており、12ペソ - 15ペソである。これは2004年4月にアロヨ大統領によって定められた運賃であり、ジープニーよりも少しだけ高くなるように設定されている。
このため、政府はLRTAに対し1人あたり約45ペソの補助金を支払っている。
| 駅数     | 運賃   |
| -------- | ------ |
| 1 - 3駅  | 12ペソ |
| 4 - 6駅  | 13ペソ |
| 7 - 9駅  | 14ペソ |
| 10駅以上 | 15ペソ |

身長が102cm未満のこどもは無料で乗車できる。

### 乗車券
2015年7月20日より非接触式ICカードen:Beep (smart card)が導入されている。
- 片道乗車券 (Single Journey Ticket)

購入当日のみ使用可能。
- チャージ式(Stored Value Ticket)

20ペソでカード自体を購入し、最低10ペソから最高10,000ペソまでチャージ可能。
LRT1号線およびLRT2号線とMRT3号線で共通で利用できるほか、マニラ首都圏の一部のバス路線、高速道路の料金所のほか、ファミリーマート、サークルK等でも利用可能な電子マネー機能を搭載している。

## 駅一覧
| 駅名                        | 駅名                 | 駅間キロ (km) | 累計キロ (km) | 接続路線・備考                                  | 地上／地下 | 所在地                 |
| --------------------------- | -------------------- | ------------- | ------------- | ----------------------------------------------- | ---------- | ---------------------- |
| アンティポロ駅              | Antipolo             | -             | 0.0           |                                                 | 高架区間   | リサール州アンティポロ |
| マリキナ-パシッグ駅         | Marikina–Pasig       | 2.2           | 2.2           |                                                 | 高架区間   | マリキナ               |
| サントラン駅                | Santolan             | 1.8           | 4.0           |                                                 | 高架区間   | マリキナ               |
| カティプナン駅              | Katipunan            | 2.0           | 6.0           |                                                 | 地下区間   | ケソン市               |
| アノナス駅                  | Anonas               | 1.0           | 7.0           |                                                 | 高架区間   | ケソン市               |
| アラネタ・センター-クバオ駅 | Araneta Center-Cubao | 1.4           | 8.4           | MRT： 3 MRT3号線（アラネタ・センター-クバオ駅） | 高架区間   | ケソン市               |
| ベティ・ゴー-ベルモンテ駅   | Betty Go-Belmonte    | 1.2           | 9.6           |                                                 | 高架区間   | ケソン市               |
| ギルモア駅                  | Gilmore              | 1.1           | 10.6          |                                                 | 高架区間   | ケソン市               |
| J・ルイス駅                 | J. Ruiz              | 0.1           | 11.6          |                                                 | 高架区間   | サンフアン             |
| V・マパ駅                   | V. Mapa              | 1.2           | 12.8          |                                                 | 高架区間   | マニラ                 |
| プレサ駅                    | Pureza               | 1.4           | 14.2          | PNR：首都圏通勤線（サンタ・メサ駅）             | 高架区間   | マニラ                 |
| レガルダ駅                  | Legarda              | 1.4           | 15.6          |                                                 | 高架区間   | マニラ                 |
| レクト駅                    | Recto                | 1.1           | 16.6          | LRT： 1 LRT1号線（ドロテオ・ホセ駅）            | 高架区間   | マニラ                 |

### 延伸予定区間
| 駅名           | 駅名      | 駅間キロ (km) | 累計キロ (km) | 接続路線・備考                       | 地上／地下 | 所在地 |
| -------------- | --------- | ------------- | ------------- | ------------------------------------ | ---------- | ------ |
| レクト駅       | Recto     | -             | 16.6          | LRT： 1 LRT1号線（ドロテオ・ホセ駅） | 高架区間   | マニラ |
| トゥトゥバン駅 | Tutuban   | -             | -             | PNR：首都圏通勤線（トゥトゥバン駅）  | 高架区間   | マニラ |
| ディビソリア駅 | Divisoria | -             | -             |                                      | 高架区間   | マニラ |
| ピア4駅        | Pier 4    | -             | -             |                                      | 高架区間   | マニラ |

## 計画

### 改札方式
2014年1月31日にフィリピン運輸省は非接触式ICカードの導入を発表している。LRT1号線およびMRT3号線と共通で利用できる予定。

### 東側延伸計画
サントラン駅の東側4.0kmの延伸が計画され、2012年9月に承認された。リサール州カインタのエメラルド通り付近にエメラルド駅、リサール州アンティポロのマシナグジャンクション付近にマシナグ駅が設置される予定。

### 西側延伸計画
レクト駅の西側8.0kmの延伸が計画されている。